# Plain and Simple
《Plain and Simple》(플레인 앤드 심플)은 아일랜드의 포크 그룹 더 더블리너스의 정규 음반이며, 필 쿨터가 프로듀서로 참여한 마지막 음반이다. 1973년 폴리도르 레코드를 통하여 발매하였으며, 쿨터가 몇 곡에 참여하기도 하였다. 가령 "The Town I loved So Well"은 북아일랜드 분재 당시의 쿨터의 고향 데리에 관한 내용이며, "The Ballad of Ronnie's Mare"는 로니 드루의 승마에관한 관심에서 영감을 받은 풍자 노래이다. 이 음반은 또한 다섯 명의 멤버가 다 참여한 마지막 음반이기도 하다.

## 트랙 리스트

### 사이드 원
1. "Donegal Danny"
2. "Queen of the Fair/The Tongs by the Fire"
3. "Fiddler's Green"
4. "Johnston's Motor Car"
5. "The Wonder Hornpipe"
6. "The Jail of Cluian Meala"

### 사이드 투
1. "The Town I Loved So Well"
2. "The Ballad of Ronnie's Mare"
3. "The Three Sea Captains"
4. "Skibbereen"
5. "Rebellion - Wrap the Green Flag 'Round Me Boys/The West's Awake/A Nation Once Again"

## 크레딧
- 로니 드루
- 루크 켈리
- 바니 매케너
- 키어런 버크
- 존 시헌